# 25029 Ludwighesse
25029 Ludwighesse (1998 QO28) là một tiểu hành tinh vành đai chính được phát hiện ngày 26 tháng 8 năm 1998 bởi P. G. Comba ở Prescott.